# Belsele
Belsele (fr. Belcele) – dzielnica (deelgemeente) miasta Sint-Niklaas w Belgii, w Regionie Flamandzkim, w prowincji Flandria Wschodnia, w okręgu Sint-Niklaas. 1 stycznia 2020 roku liczyła 10 540 mieszkańców. Do 31 grudnia 1976 samodzielna gmina. 

## Demografia
Liczba mieszkańców, stan na 1 stycznia:
| Rok                | 1930 | 1947 | 1961 | 2020   |
| ------------------ | ---- | ---- | ---- | ------ |
| Liczba mieszkańców | 4033 | 4498 | 5061 | 10 540 |

## Transport
Znajduje się tutaj przystanek kolejowy Belsele.